# Muret
Muret (okzitanisch und gaskognisch Murèth) ist eine französische Gemeinde mit 25.653 Einwohnern (Stand 1. Januar 2022) im Département Haute-Garonne in der Region Okzitanien; sie ist Verwaltungssitz des Arrondissements Muret und Hauptort des Kantons Muret.

## Geographie
Die Stadt liegt 20 Kilometer südlich von Toulouse am Zusammenfluss von Garonne und Louge. Hier entspringt auch das Flüsschen Saudrune, das zur Garonne entwässert, sowie sein Zufluss Roussimort.

## Bevölkerungsentwicklung
- 1962: 06.693
- 1968: 13.039
- 1975: 14.778
- 1982: 15.844
- 1990: 18.134
- 1999: 20.735
- 2006: 24.000
- 2017: 24.945

## Verkehr
Muret liegt an der Bahnstrecke Toulouse–Bayonne und wird im Regionalverkehr mit TER-Zügen bedient.

## Sehenswürdigkeiten
- Kirche Saint-Jacques
- Museum Clément Ader
- Park Clément Ader

Siehe auch: Liste der Monuments historiques in Muret

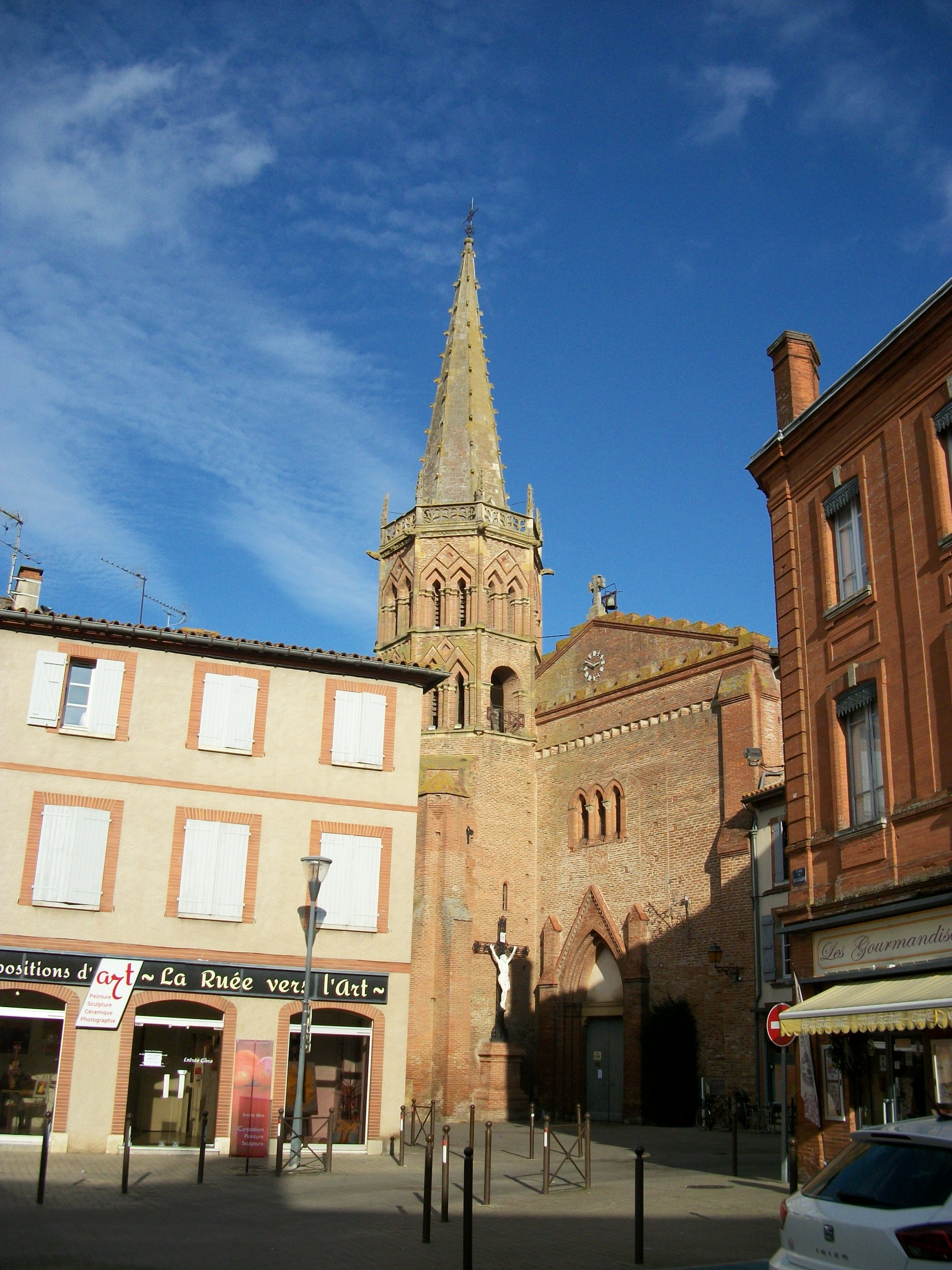
Kirche Saint-Jacques

## Städtepartnerschaften
- Monzón, Spanien

## Persönlichkeiten
- Clément Ader (1841–1925), Luftfahrtpionier und Erfinder
- Vincent Auriol (1884–1966), Bürgermeister von Muret (1925), Präsident Frankreichs
- Nicolas Dalayrac (1753–1809), Komponist
- Charles de Rémusat (1797–1875), Politiker und Philosoph, Abgeordneter für den Wahlkreis Muret
- Germier von Toulouse, Bischof von Toulouse und Heiliger des 7. Jahrhunderts
- Guillaume Ibos (1860–1952), Opernsänger
- Marcus Antonius Muretus (1526–1585), Humanist
- Adolphe Niel (1802–1869), Marschall von Frankreich und Kriegsminister